# Sardinia (Nueva York)
Sardinia es un pueblo ubicado en el condado de Erie en el estado estadounidense de Nueva York. En el año 2000 tenía una población de 2.692 habitantes y una densidad poblacional de 20.7 personas por km².

## Geografía
Sardinia se encuentra ubicado en las coordenadas 42°33′23″N 78°31′52″O / 42.55639, -78.53111.

## Demografía
Según la Oficina del Censo en 2000 los ingresos medios por hogar en la localidad eran de $41,025, y los ingresos medios por familia eran $45,556. Los hombres tenían unos ingresos medios de $32,333 frente a los $20,923 para las mujeres. La renta per cápita para la localidad era de $16,803. Alrededor del 7.8% de la población estaban por debajo del umbral de pobreza.